# Parc Natural de l'Albufera de Mallorca
El Parc Natural de s'Albufera de Mallorca (pronúncia local: [səwβu'feɾə] o [səβu'feɾə] (Muro)) és un parc natural situat al sud de la Badia d'Alcúdia, al nord de l'illa de Mallorca, que inclou part dels termes municipals de Muro, Alcúdia i Sa Pobla.
S'Albufera de Mallorca és la zona humida més important de les Illes Balears, fou declarada Parc natural el 28 de gener de 1988 (Decret 4/1988). L'any 1987 va ser declarat Zona d'especial protecció per a les aus (ZEPA) i el 1990 es va incloure dins el llistat de zones humides d'importància internacional pel Conveni de Ramsar. Forma part de la Xarxa Natura 2000, com a Zona d'especial protecció per a les aus (ZEPA) i Lloc d'importància comunitària (LIC).

Vistes d'un aguait del Parc Natural de l'Albufera de Mallorca

L'aigua és la base de la riquesa biològica de s'Albufera. L'aigua i la humitat del sòl permeten el creixement continuat de la vegetació, diferent segons la profunditat, la proximitat a la mar i el tipus de terreny. El Parc rep l'aigua de pluja a través de torrents i ullals (afloraments d'aigües subterrànies). Les entrades a l'estiu d'aigua de la mar no són importants en quantitat, però afecten la vegetació i la fauna.

La vegetació està dominada pel canyet (Phragmites australis), la cesquera (Cladium mariscus) i la bova (Typha spp.). En els canals trobam plantes que viuen submergides: l'herbei de fil (Potamogeton pectinatus) i la cua de mart (Ceratophyllum demersum). A les zones salabroses creixen els joncs (Juncus spp.) i les herbes salades (Sarcocornia spp.). Entre els arbres destaquen el poll blanc (Populus alba), l'om (Ulmus spp.) i el tamarell (Tamarix spp.). Les espècies de les dunes, com el lliri de mar (Pancratium maritimum), el peu de milà (Thymelaea velutina) o el ginebró de fruit gran (Juniperus oxycedrus macrocarpa), estan adaptades a les difícils condicions de l'arenal. Les orquídies també són presents al Parc. L'orquídia de prat és una espècie d'orquídia lligada a les zones humides i el Parc Natural és l'únic lloc a tota Europa on es pot trobar. Hi trobam gran diversitat de fongs, 205 espècies. Una d'elles, la Psathyrella halofila, nova per a la ciència, va ésser descoberta a s'Albufera l'any 1992.

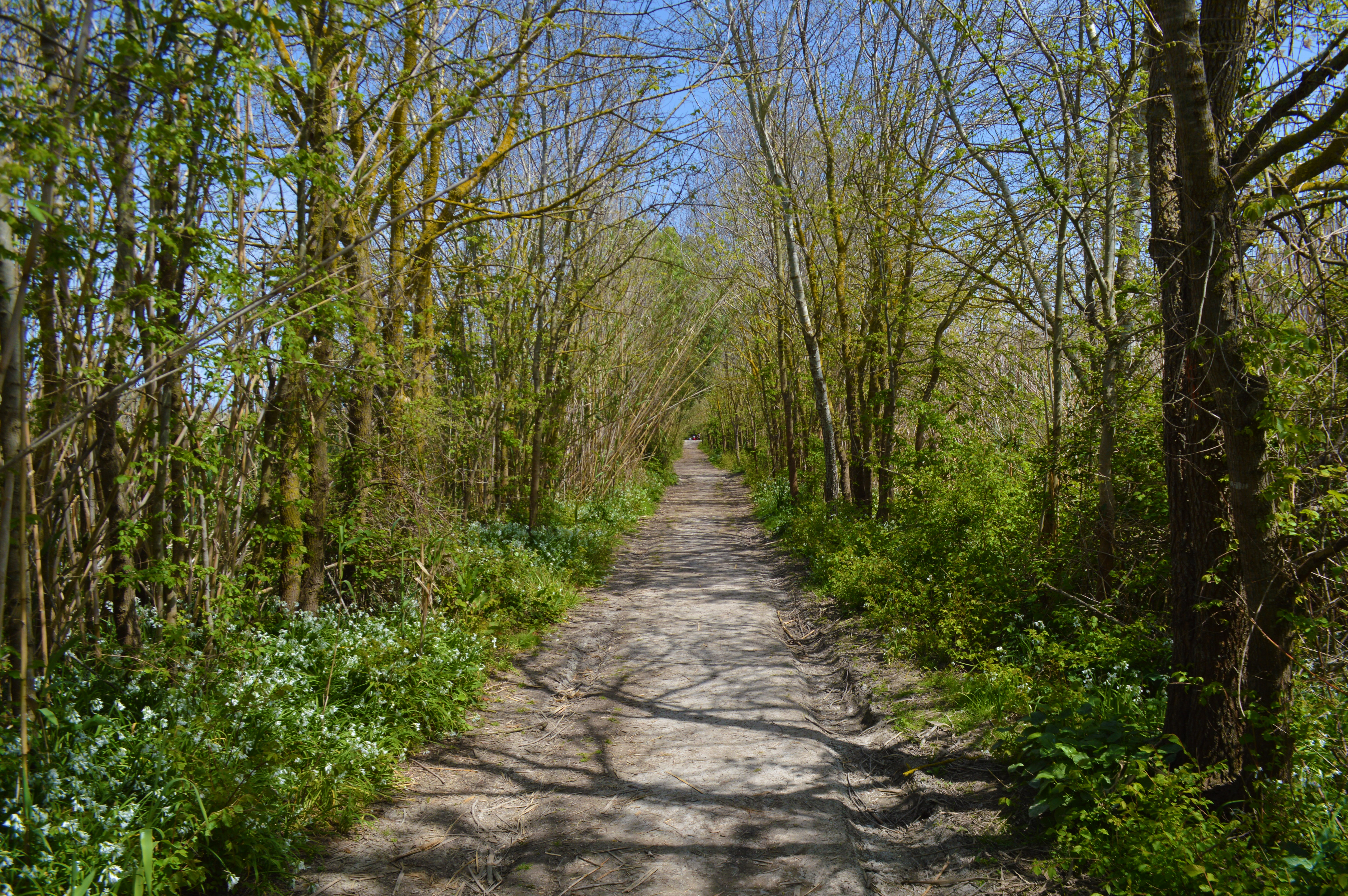
Bosc de ribera
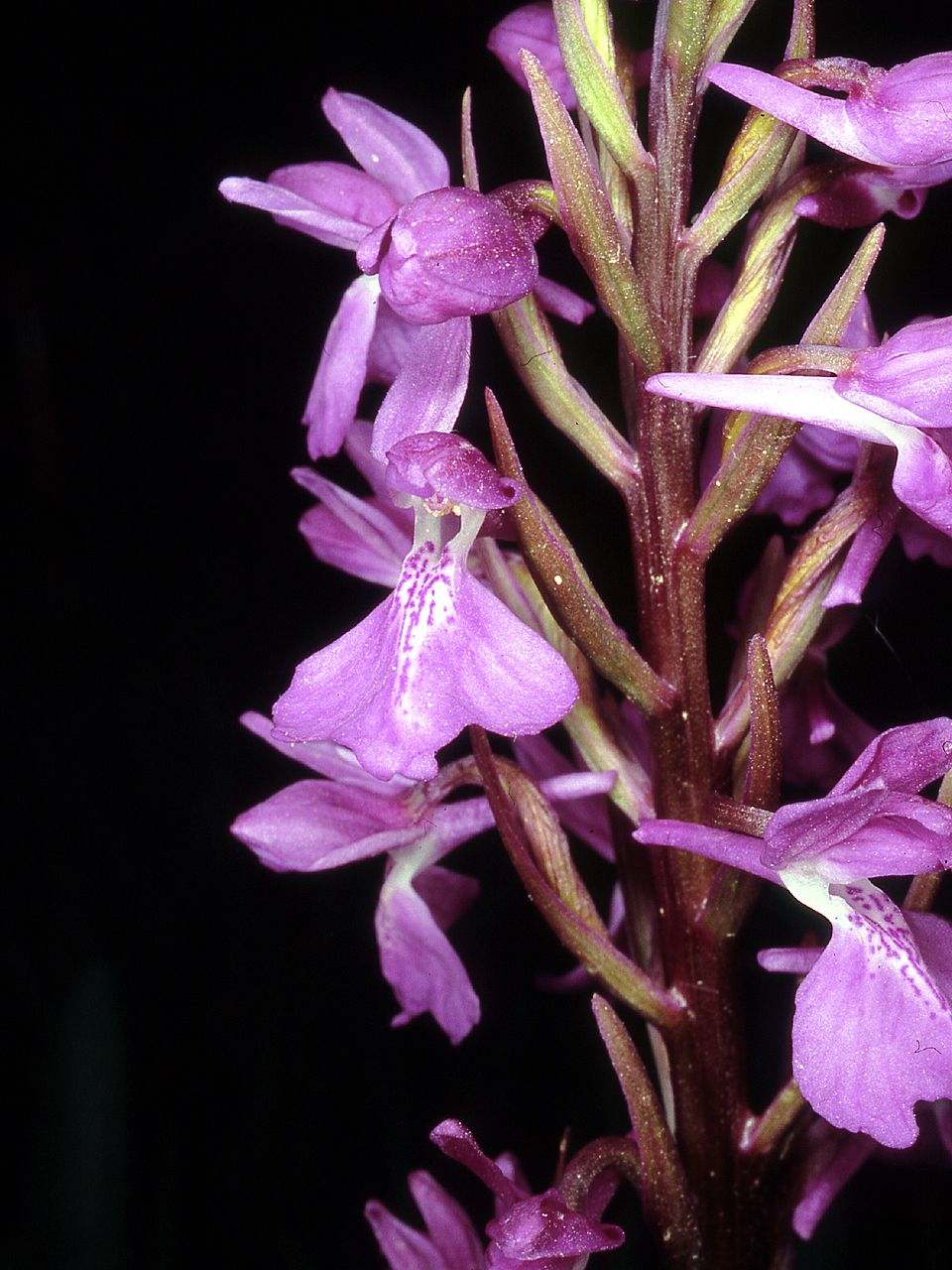
Orquídia de prat
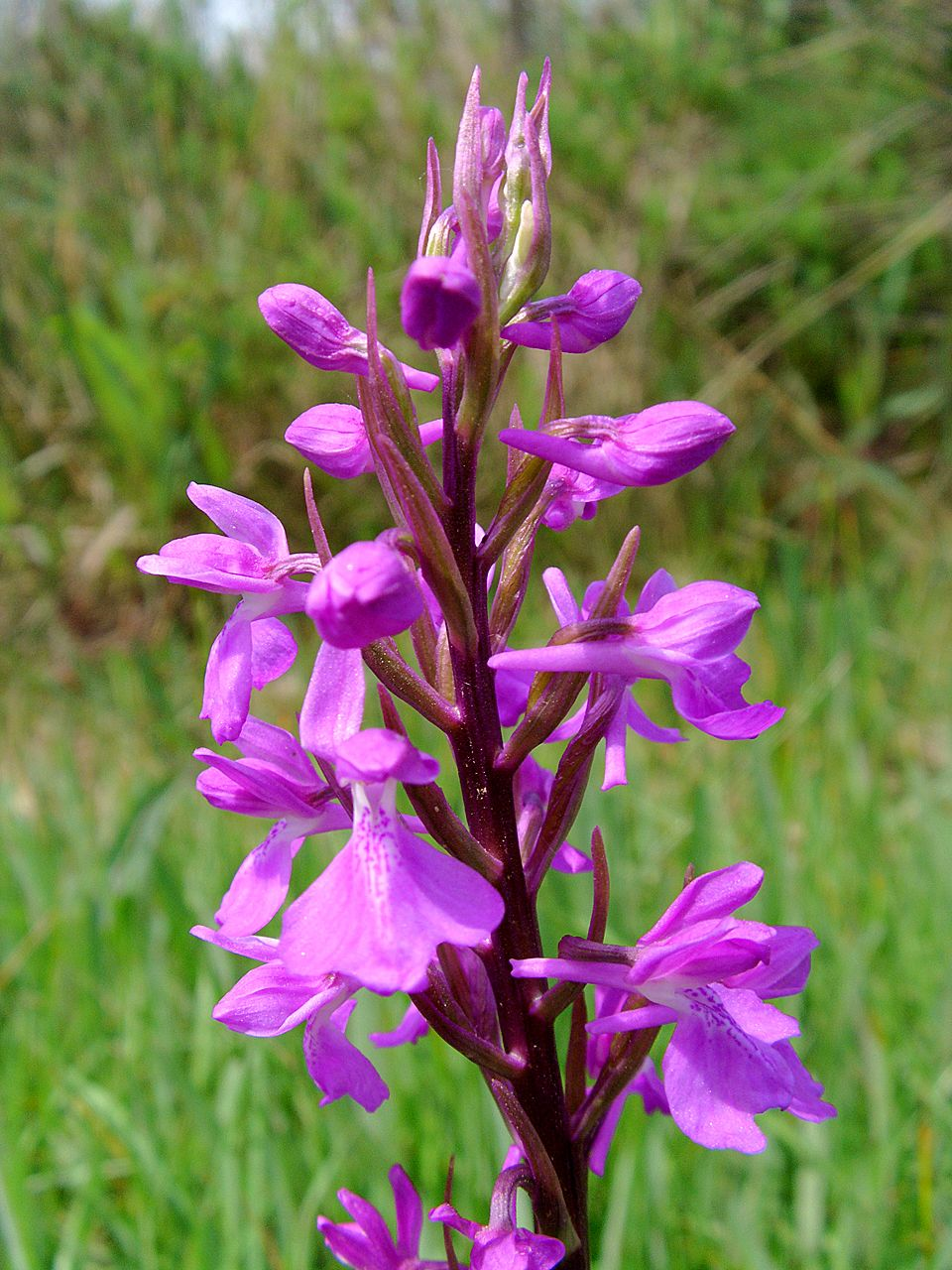
Orquídia de prat

Quant a la fauna, destaquen, entre els peixos, l'anguila (Anguilla anguilla) i les llisses (Chelon i Liza spp.). És abundant el granot (Pelophylax perezi), i rèptils com la serp d'aigua (Natrix maura) i la tortuga d'aigua (Emys orbicularis). També 22 espècies de mamífers com ratapinyades, ratolins i rates. Els invertebrats són molt diversos: libèl·lules, dípters, escarabats i papallones nocturnes (més de 450 espècies). D'ocells, se n'han observat fins a 303 espècies. Hi ha 64 espècies reproductores, entre sedentàries i estivals. Més de 10.000 aus hivernen a s'Albufera: ànneres, agrons i d'altres, a més de grans esbarts d'estornells. El Parc és també important per les aus migradores que hi fan estades de pocs dies: cetles blanques, oronelles… i per les divagants, de presència ocasional, com les grues.

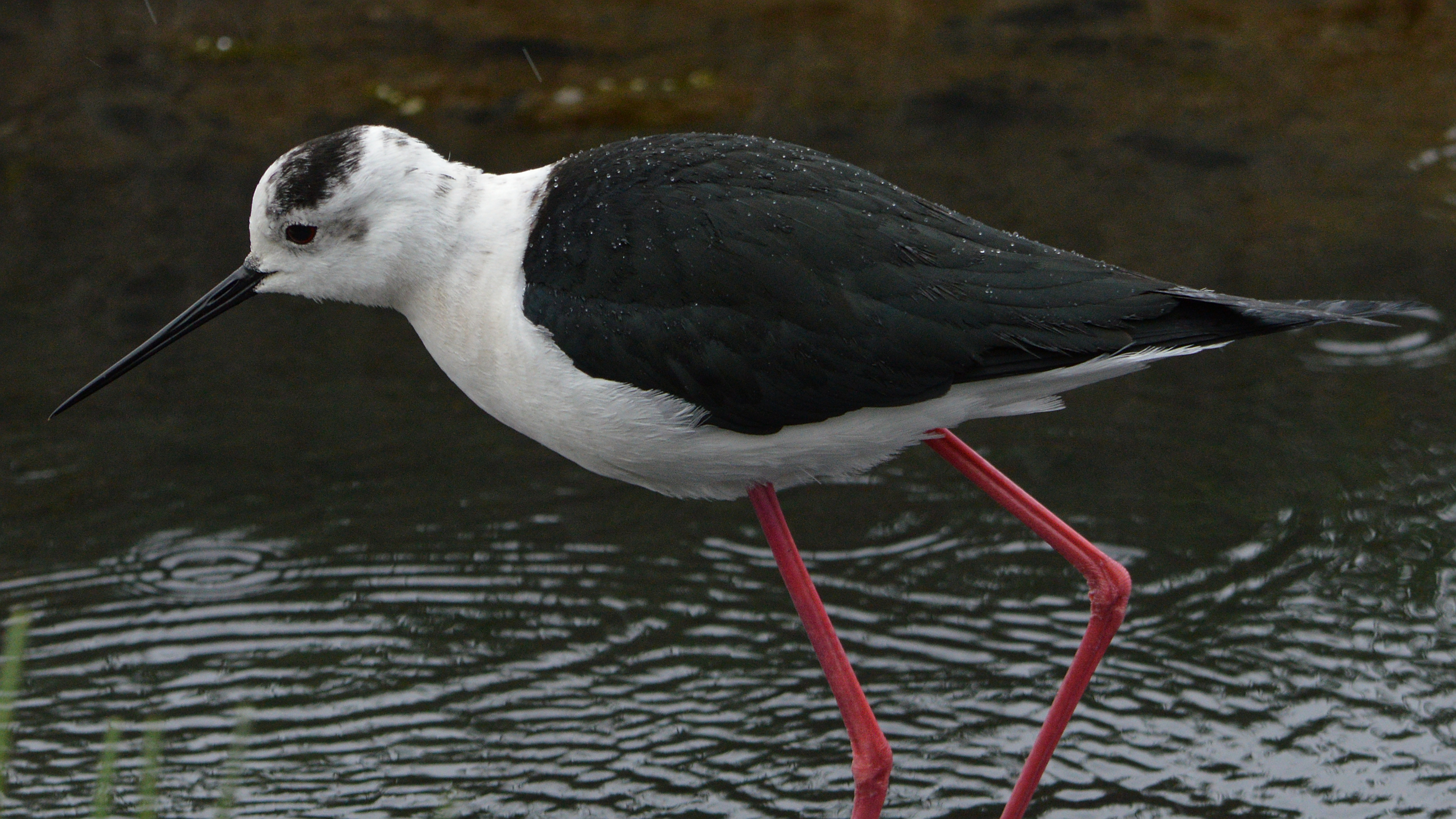
Avisador
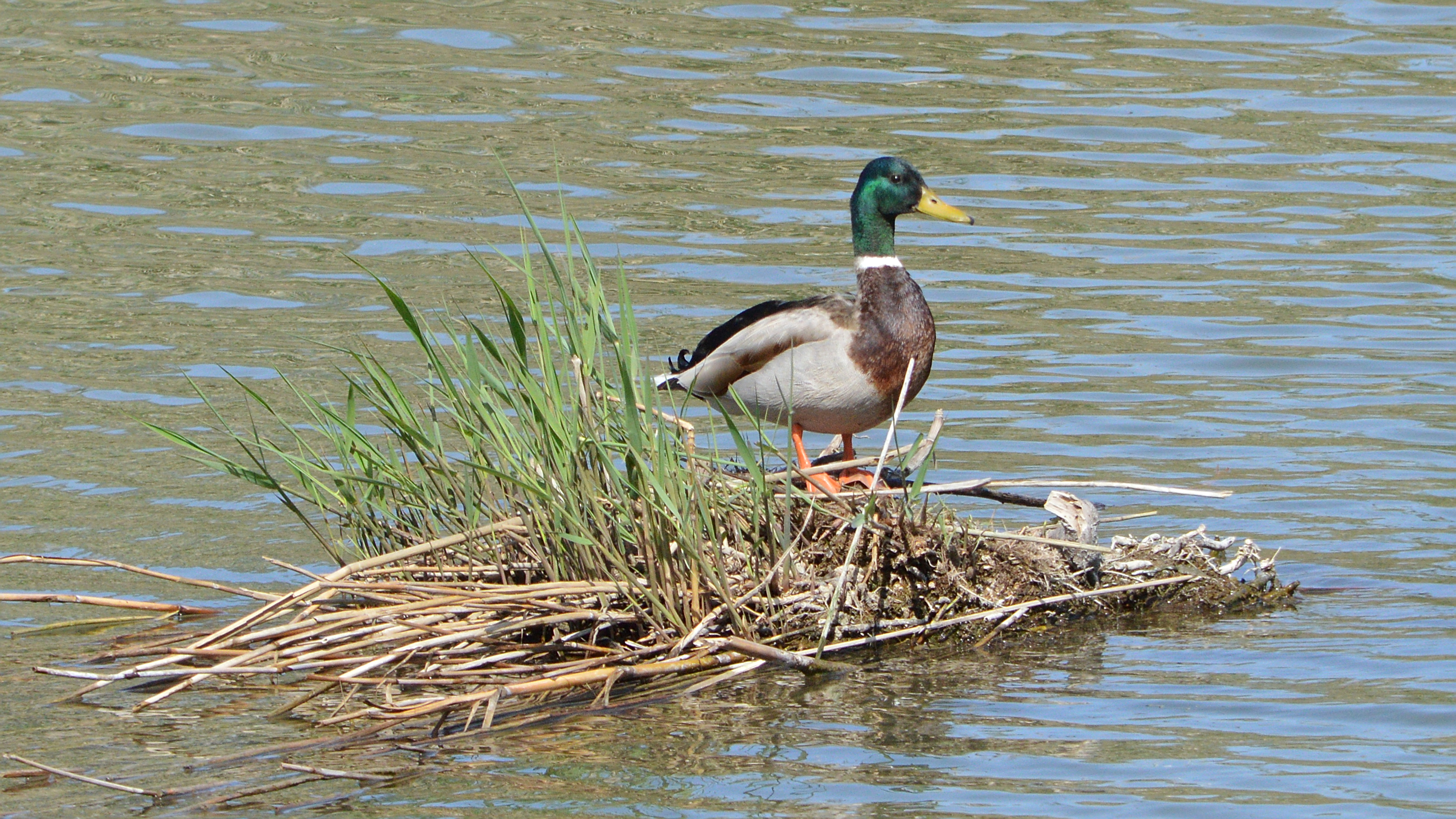
Collverd
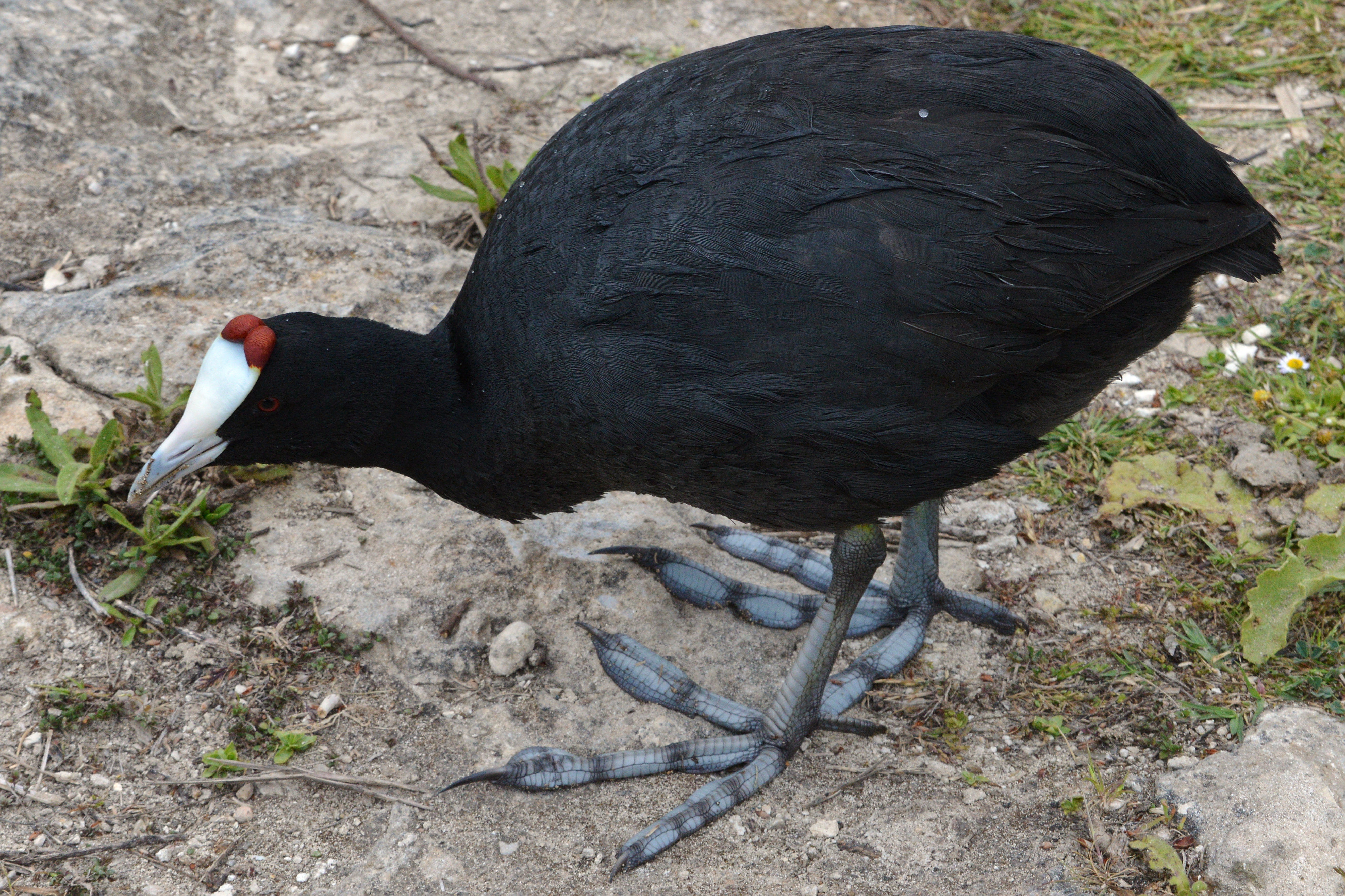
Fotja banyuda
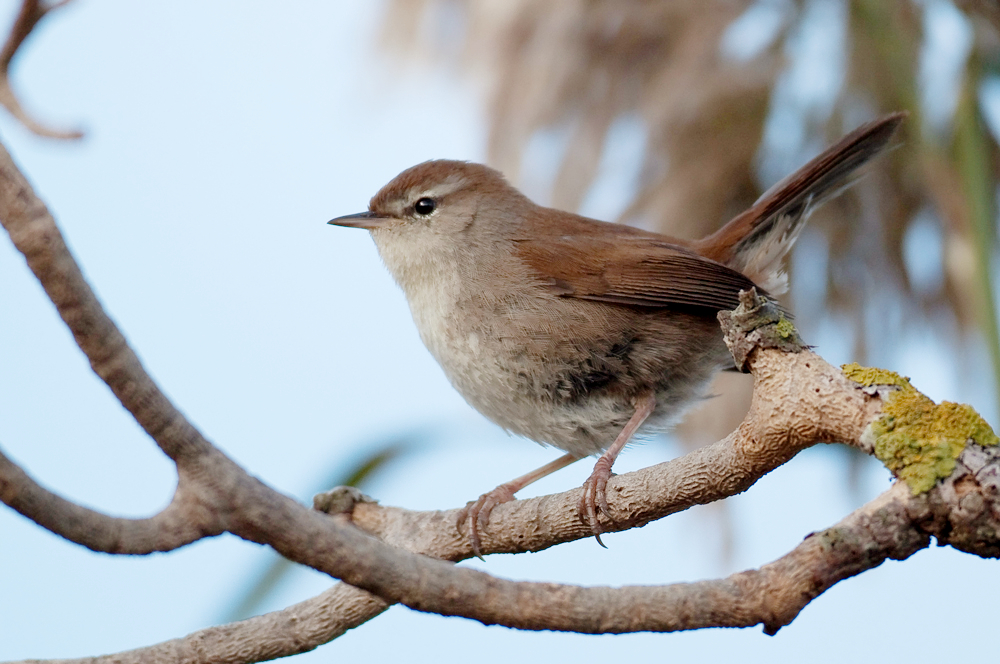
Rossinyol bord
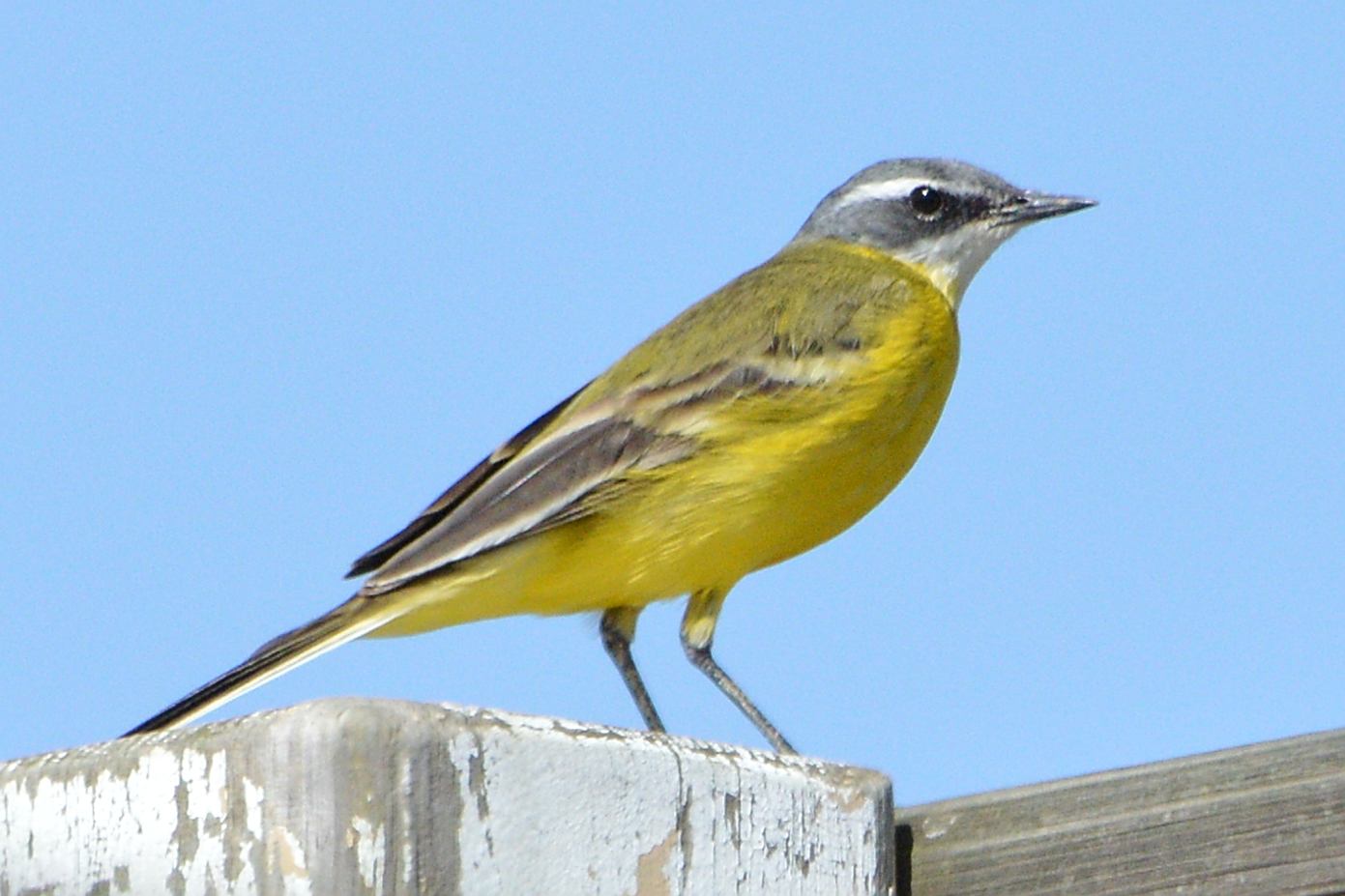
Xàtxero groc
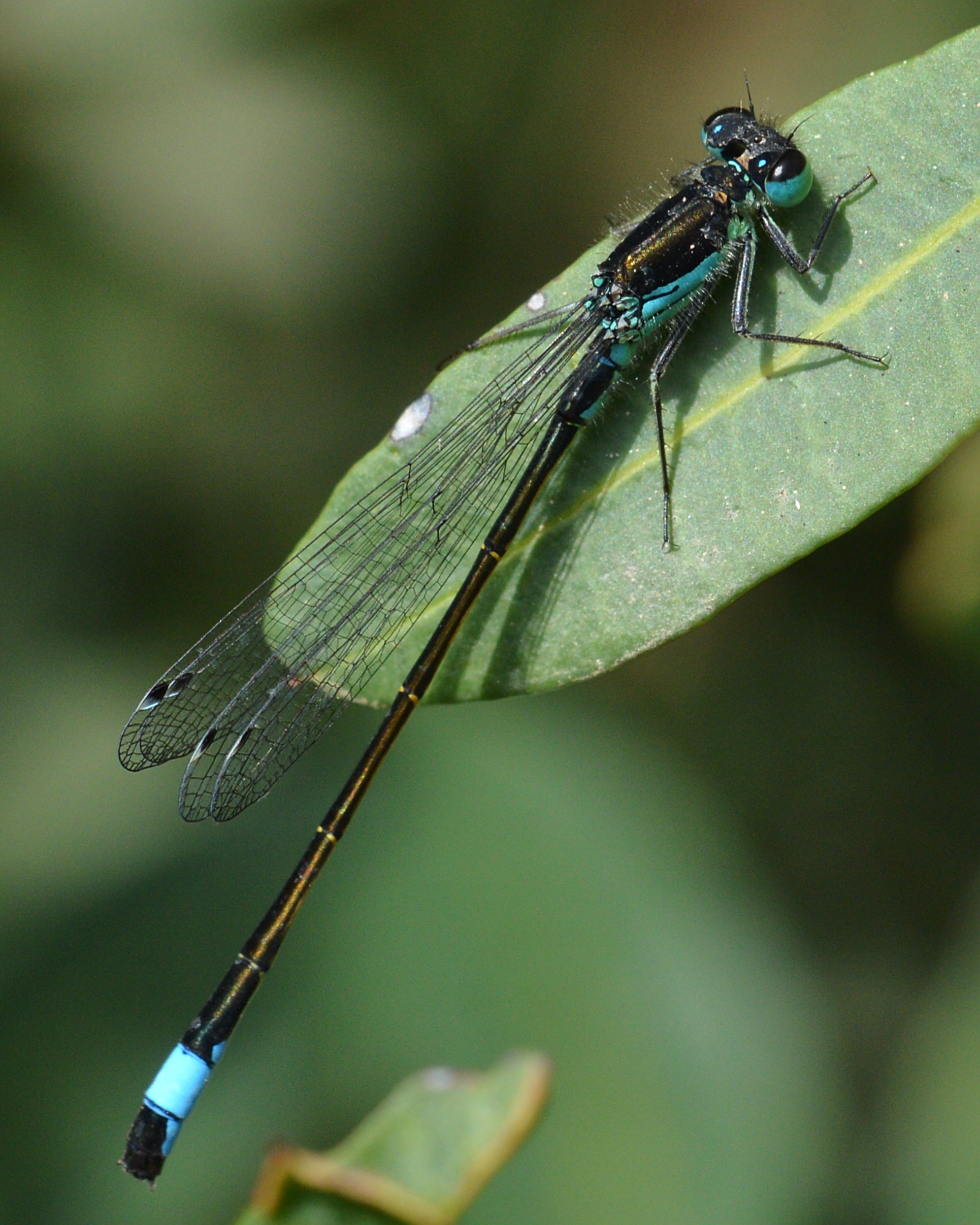
Ischnura elegans
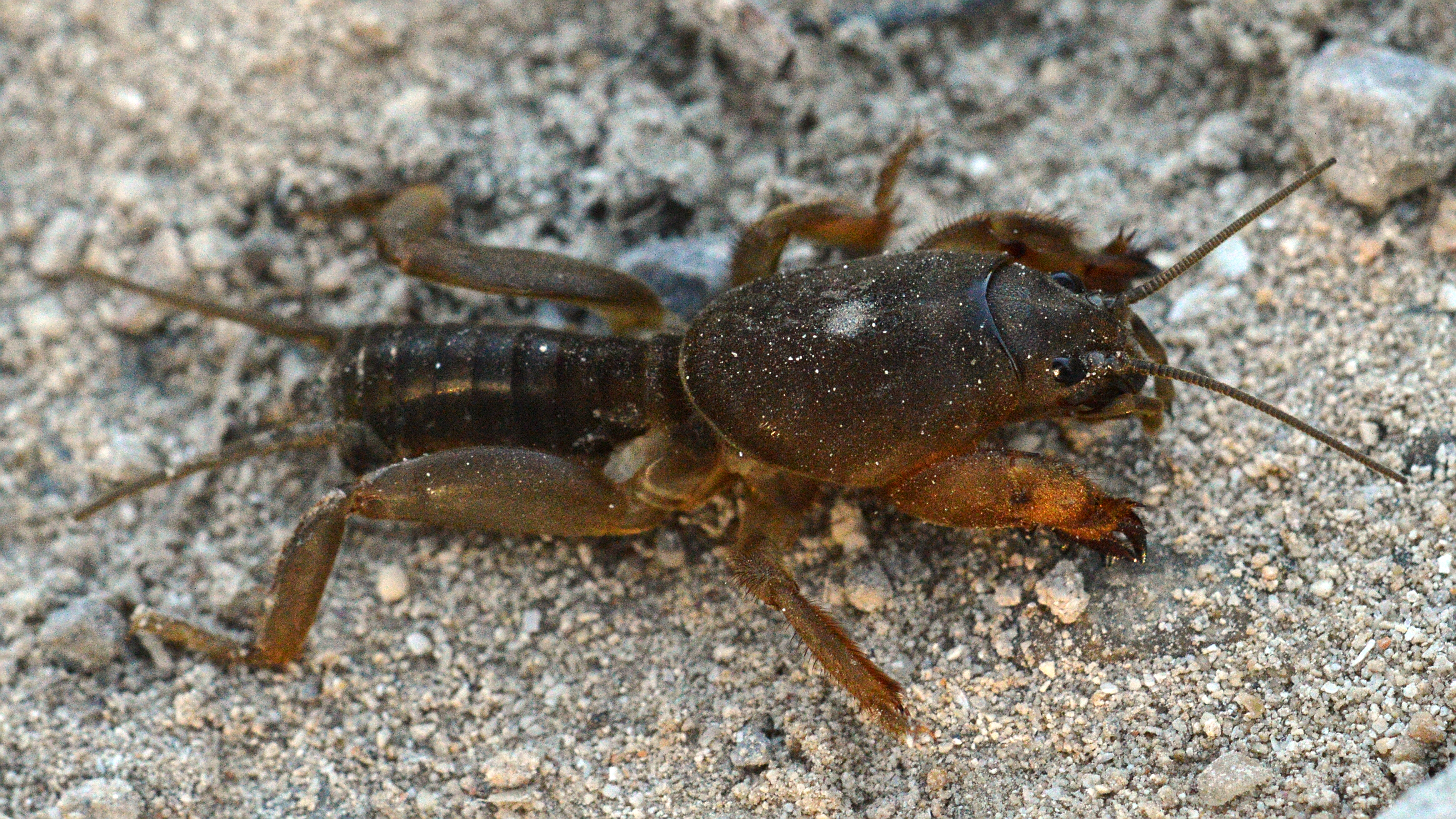
Gryllotalpa sp.

## Equipaments
- Centre d'informació de sa Roca
- Centre d'interpretació Can Bateman
- Oficina de Gestió de sa Roca
- Observatoris d'aus i plataformes d'observació.
- Laboratori per a l'ús d'investigadors.

## Itineraris

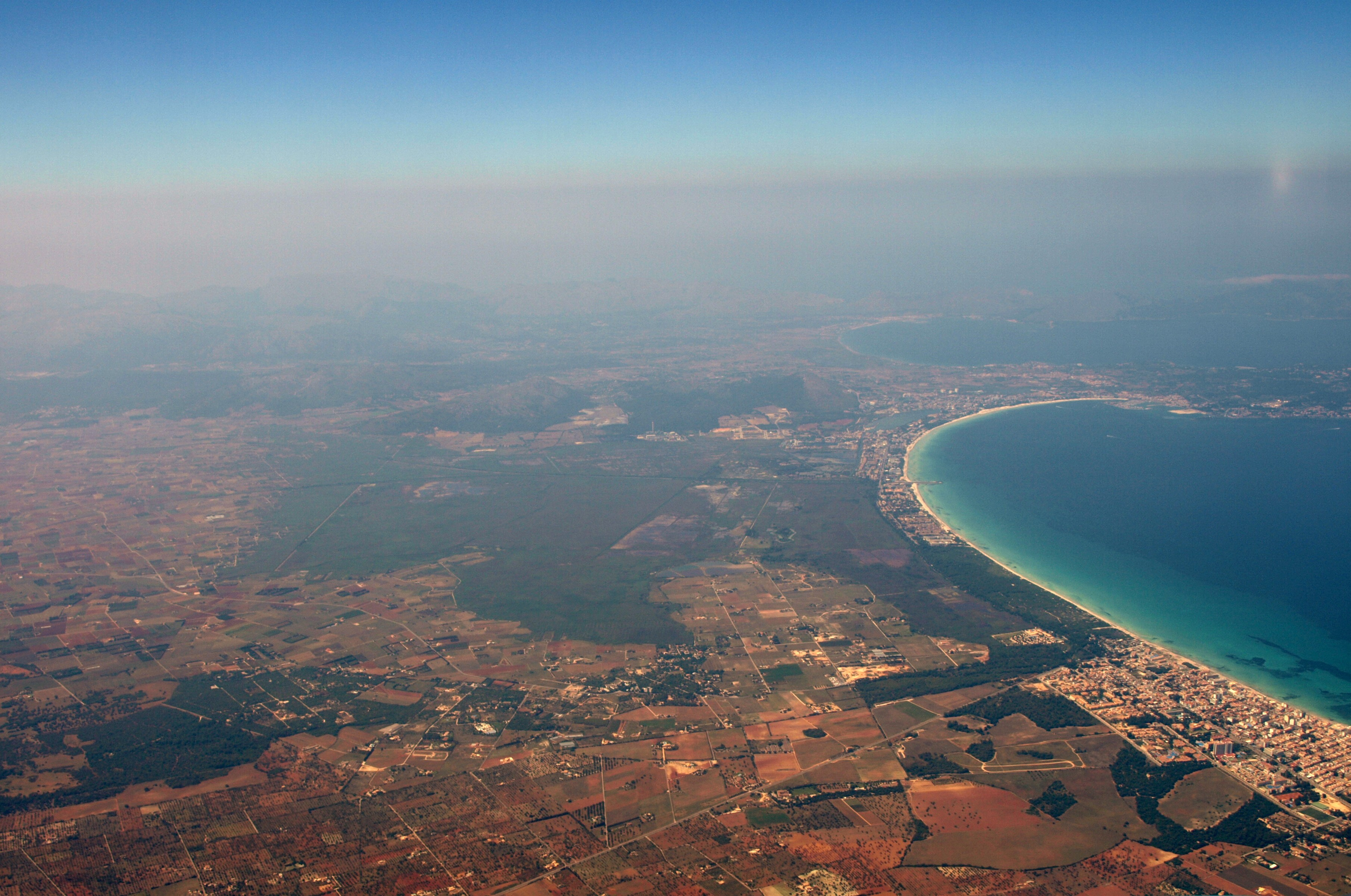
Vista aèria de l'Albufera.

És possible realitzar-hi els següents itineraris:
- Itinerari des Colombars: Seguint el mateix camí, passant 1km, arribarem a una desviació cap a l'esquerra que ens durà cap als Colombars, just passat un petit pont per davall del qual hi passa el canal Ferragut.
- Itinerari de sa Roca: Seguint l'itinerari arribarem fins al turó de sa Roca, al qual s'accedeix després de travessar un petit pont de fusta.
- Itinerari des Cibollar: Creuant el Gran Canal ens trobam amb una altra cruïlla de camins.
- Camí d'Enmig - ses Puntes: Arribarem al pont de sa Font, per davall del qual hi corre l'aigua més neta del parc, provinent de la font de sant Joan (recomanat en bicicleta)-

## Normativa
- Respectau la natura i els valors que han fet possible aquest espai protegit. No està permesa la recollida de plantes, flors, animals o les seves restes.
- Circulau sempre pels camins indicats, a poca velocitat amb les bicicletes i respectant la senyalització existent.
- No està admesa l'entrada de les bicicletes de més de dues rodes.
- Respectau l'horari de visita.
- Els renous molesten als animals i als altres visitants. Circulau en silenci.
- No es pot menjar dins els observatoris ni fer pícnics dins el Parc.
- No estan permeses les activitats esportives (Running, fúting, fer circuits eqüestres o de bicicleta de muntanya, etc.).
- No entreu amb animals domèstics (excepte gossos pigalls).
- No està permès l'ús de drons i vehicles elèctrics (excepte bicicletes).
- En cas d'incompliment de la normativa, el personal del Parc pot revocar el permís de visita.
- Decret 4/1988, de 28 de gener, de creació del Parc natural de s'Albufera de Mallorca (BOCAIB núm. 19, de 13 de febrer de 1988).
- Decret 116/1994, de 22 de novembre, de modificació del Decret 4/1988, de 28 de gener, pel qual es declara el parc natural de s'Albufera de Mallorca. DEROGAT.
- Decret 19/1999, de 12 de març, pel qual s'aprova el Pla d'Ús i Gestió del Parc Natural de s'Albufera de Mallorca per al període de 1999 - 2000 (BOCAIB núm. 37, de 23 de març de 1999).
- Decret 40/2002, de 15 de març, de modificació del Decret 4/1988, de 28 de gener, de creació del Parc natural de s'Albufera de Mallorca (BOIB núm. 35, de 21 de marzo de 2002).
- Decret 52/2003, de 16 de maig, de modificació del Decret 4/1988, de 28 de gener, de creació del Parc natural de s'Albufera de Mallorca (BOIB núm. 83, de 10 de juny de 2003).
- Acord del Consell de Govern de dia 26 de febrer de 2010 sobre l'inici del procediment d'elaboració del Pla d'Ordenació dels Recursos Naturals de s'Albufera de Mallorca (BOIB núm. 33, de 27 de febrer de 2010).
- Llei 9/2010, de 27 de juliol, de declaració d'interès autonòmic de la construcció del camp de golf de Son Bosc a Muro (disposició derogatòria 2). (BOIB núm.115, de 5 d'agost de 2010).
- Acord del Consell de Govern de 25 de febrer de 2011 sobre l'ampliació de la zona d'especial protecció per a les aus (ZEPA) de s'Albufera de Mallorca (ES0000038).
- Decret 7/2021, de 22 de febrer, pel qual s’aprova el Pla d’ordenació dels recursos naturals (PORN) de s’Albufera de Mallorca i es modifica el Decret 4/1988, de 28 de gener, pel qual es declara parc natural s’Albufera de Mallorca